# 薦田国雄
薦田 国雄（こもだ くにお、1912年4月15日 -  1997年10月2日）は、日本の経営者。

## 来歴・人物
香川県三豊郡豊浜町出身。1936年に東京帝国大学法学部を卒業し、同年に東邦ガスに入社。1962年8月に取締役に就任し、常務、専務を経て、1975年3月に社長に就任し、1984年6月には会長に就任。テレビ愛知監査役、中部日本放送取締役、東海旅客鉄道取締役なども歴任。
1973年10月に藍綬褒章を受章し、1986年5月に勲二等旭日重光章を受章。
1997年10月2日急性心不全のために死去。85歳没。